# Kiviloo
Kiviloo es una localidad del municipio de Raasiku en el condado de Harju, Estonia, con una población censada a final del año 2011 de 65 habitantes. 
Se encuentra ubicada en el centro del condado, a poca distancia al sur de Tallin y cerca del río Pirita.